# أرطاة صينية
أرطاة صينية (الاسم العلمي: Calligonum chinense) هو نوع نباتي يتبع جنس الأرطاة من الفصيلة البطباطية.